# The Winter of Our Passing
The Winter of Our Passing è un singolo del gruppo musicale svedese Katatonia, pubblicato il 22 aprile 2020 come terzo estratto dall'undicesimo album in studio City Burials.

## Descrizione
Il brano presenta svariati elementi elettronici al suo interno, pur mantenendo un ritmo sostenuto dalla batteria e dalle chitarre, mentre il testo tratta della resa e del tentativo di navigare attraverso l'oscurità.

## Video musicale
Il video, girato interamente in animazione, è stato diretto da Costin Chioreanu e presentato il 24 aprile 2020 attraverso il canale YouTube della Peaceville Records.

## Tracce
Testi e musiche di Jonas Renkse.
1. The Winter of Our Passing – 3:18

## Formazione
Gruppo
- Jonas Renkse – voce, arrangiamento
- Anders Nyström – chitarra, arrangiamento
- Roger Öjersson – chitarra, arrangiamento
- Niklas Sandin – basso, arrangiamento
- Daniel Moilanen – batteria, arrangiamento

Produzione
- Anders Nyström – produzione, direzione artistica
- Jonas Renkse – produzione, direzione artistica
- Anders Eriksson – coproduzione tastiera, programmazione, montaggio
- Karl Daniel Lidén – ingegneria del suono
- Jacob Hansen – missaggio, mastering